# 五道白河
五道白河，位于朝鲜民主主义人民共和国两江道三池渊市和中华人民共和国吉林省安图县，是第二松花江上源二道白河的右岸支流。五道白河河长和水量都大于二道白河，但由于二道白河发源于长白山天池，按传统习惯仍以二道白河为第二松花江干流。五道白河发源于长白山主峰东北侧朝鲜境内，向东北流进入中国境内，经安图县下奈堡、白河林业局的劲松林场、幸福村、三道村（原三道乡）、南道村、江南屯等地，最后于松江镇注入两江水库。河长125.5公里，流域面积2596平方公里（其中朝鲜境内73平方公里），河道平均比降4.2‰。年均径流量8.37亿立方米。五道白河在三道村花砬子屯以上穿行于深山密林之中，河谷狭窄，坡降大，水流湍急，多石滩；花砬子屯以下地形逐渐开阔，两岸始有耕地，河床多为卵石、砾石。